# Une situation difficile
Une situation difficile (titre original : Women With Men) est un recueil de trois longues nouvelles écrites par Richard Ford dont deux (La Frontière et The Womanizer) sont parues auparavant dans les revues littéraires Granta et The New Yorker en 1992.
Le livre a été publié pour la première fois en 1997 par Harvill Press. En France, il paraît en 1998 mais la première nouvelle du recueil d'origine n'y figure pas.

## Contenu
- (en) The Womanizer, 1992
- La Frontière, 1998 ((en) Jealous, 1992)
- Une situation difficile, 1998 ((en) Occidentals, 1997)

## Présentation

### Le titre
Le titre du recueil en version originale Women With Men est directement inspiré du recueil d'Ernest Hemingway, Men Without Women (en). Richard Ford se pose ainsi comme l'un des héritiers du style d'Hemingway, caractérisé par l'économie de moyens, auquel il rend un hommage évident avec la nouvelle La Frontière (Jealous).